# Xivateri
Els xivateris (Shivatherium, 'bèstia de Xiva') són un gènere extint de mamífers giràfids que visqueren fa més de 8.000 anys i foren els membres més grans de la família de les girafes que han existit mai.

## Descripció

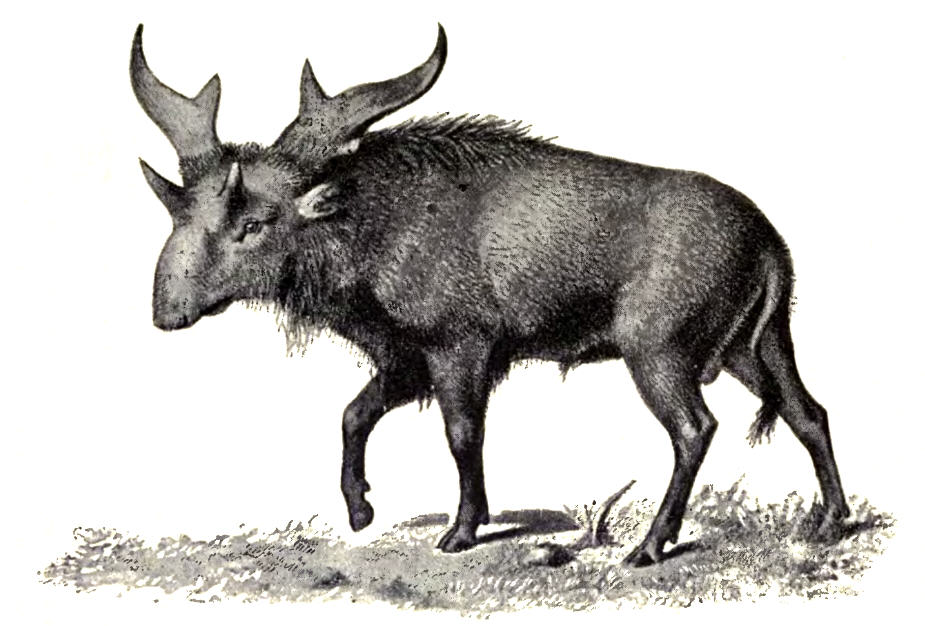
Restauració antiquada semblant a un ant

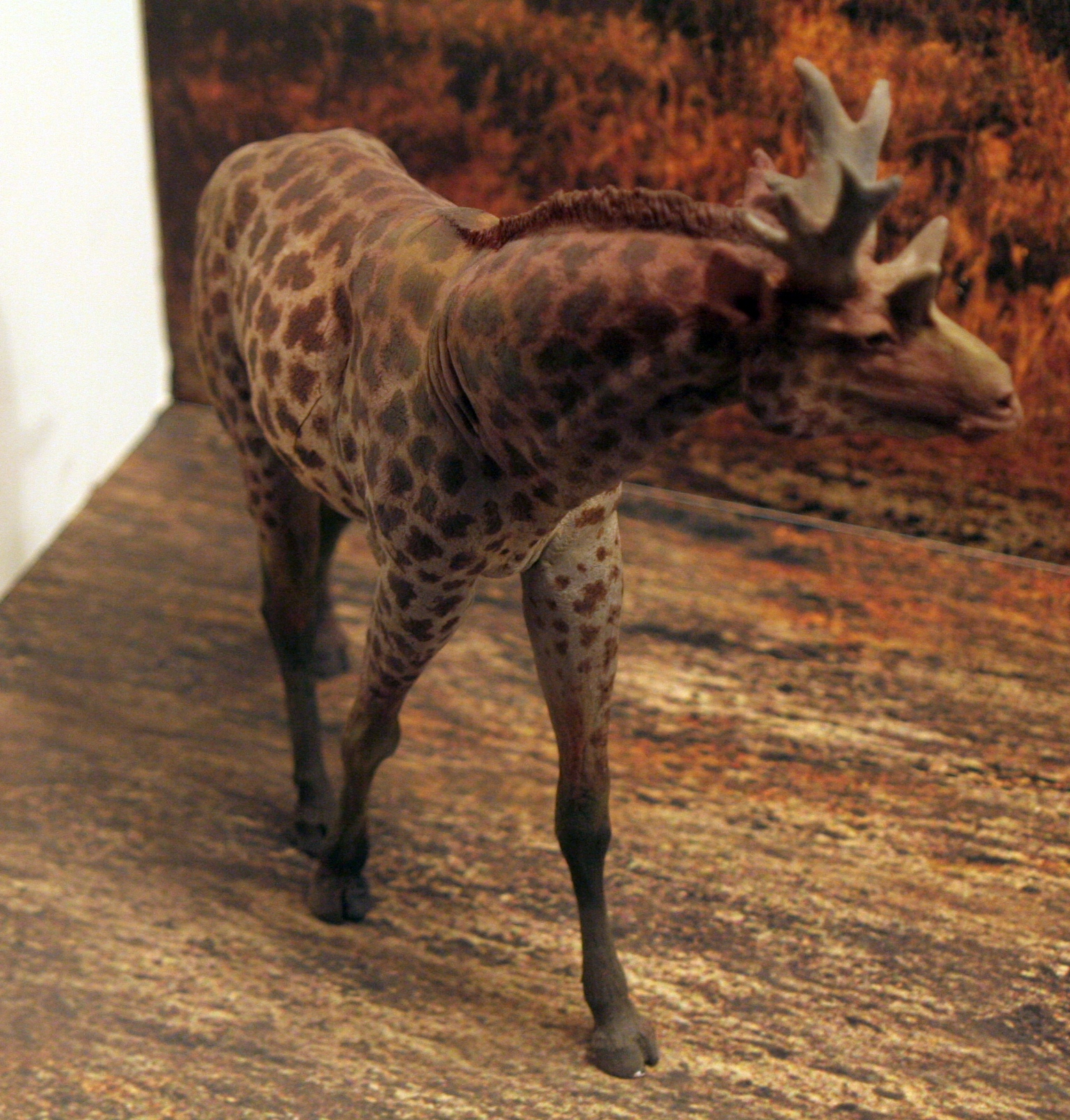
Reconstrucció museística

Els xivateris s'assemblaven als ocapis però eren molt més grossos i robusts i tenien les potes relativament curtes, ja que feia al votant d'uns 2,2 m d'alt a l'alçada de les espatlles, 3|m d'alçada total amb un pes de fins a 400-500 kg. Una estimació més recent ha donat una massa corporal estimada d'uns 1.250 kg o 1.360 kg. Això faria del "Sivatherium" un dels remugants més grans coneguts, rivalitzant amb la girafa moderna i els bovins més grans. Es creu que aquesta estimació de pes és una subestimació, ja que no té en compte les grans banyes que van posseir els mascles de l'espècie. El xivateri tenia un parell d'ossicons amples, semblants a unes banyes coberts de pèl, al cap. També tenia un parell de protuberàncies òssies a sobre dels ulls. Les seves espatlles eren molt fortes per suportar els músculs del coll necessaris per aixecar el pesant crani.
Inicialment, el xivateri va ser identificat erròniament com un vincle arcaic entre els remugants moderns i els ara obsolets paquiderms (elefants, rinoceronts, cavalls i tapirs). La confusió va sorgir en part a causa de la seva morfologia graviportal (robusta), que no s'assemblava a res més estudiat en aquell moment.
S'han trobat restes de xivateris des d'Àfrica fins al sud-est d'Àsia. De fet, les primeres restes foren descobertes a l'Índia i el seu nom científic, que significa "bèstia de Xiva", es refereix a la deïdat hindú.

## Dieta
Una anàlisi del desgast dental de "S. hendeyi" del Pliocè inferior de Sud-àfrica va trobar que les dents eren braquiodontes, però tenien un hipsodontisme més alt que el d'una girafa, i que es classifica millor com a aliment mixt, ja que podia pasturar i remugar. L'anàlisi del microdesgast i mesodesgast dentals combinats amb les mesures de δ13C i δ18O de S. maurusium d'Ahl al Oughlam, a l'oest del Marroc, mostra que s'alimentava predominantment de vegetació de C3.

## Relació amb els humans
S'han trobat restes de xivateris del congost d'Olduvai a Tanzània, que daten d'uns 1,35 milions d'anys, associades amb eines de pedra i amb marques de tall, cosa que indica una carnisseria per part d'humans arcaics, probablement un Homo erectus. Històricament, s'ha suggerit que les estatuetes sumèries i antigues pintures rupestres del Sàhara i Centre de l'Índia Occidental representen el xivateri. Tanmateix, aquestes afirmacions no estan corroborades per proves fòssils (que suggereixen que el gènere es va extingir molt abans de l'aparició dels humans moderns), i les representacions probablement representen altres animals.

## Taxonomia
- S. giganteum (espècie tipus)
- S. hendeyi
- S. maurusium
- S. olduvaiense